# Giải bóng đá Vô địch Quốc gia 2006
Giải bóng đá Vô địch Quốc gia 2006, tên gọi chính thức là Giải bóng đá Vô địch Quốc gia Eurowindow 2006 hay Eurowindow V-League 2006 vì lý do tài trợ, là mùa giải thứ 23 và là mùa giải chuyên nghiệp thứ 6 của Giải bóng đá Vô địch Quốc gia. Giải đấu khởi tranh vào ngày 15 tháng 1 và kết thúc vào ngày 20 tháng 8 năm 2006 với 13 câu lạc bộ tham dự. Công ty Eurowindow trở thành nhà tài trợ chính thức của giải đấu kể từ vòng đấu thứ 10.
Đây là lần đầu tiên, giải đấu có 13 đội cùng tranh tài. Câu lạc bộ thứ 14 là Ngân hàng Đông Á mất quyền tham dự vì bê bối hối lộ trọng tài tại giải Hạng Nhất 2005 (mùa giải này Đông Á xếp thứ 3). Các đội bóng sẽ thi đấu vòng tròn hai lượt. Đội vô địch, thứ 2 và thứ 3 lần lượt được thưởng 700, 350 và 150 triệu đồng. Đội xếp thứ 13 sẽ phải xuống thi đấu tại giải Hạng Nhất, trong khi đội xếp thứ 12 sẽ đá trận play-off với đội xếp thứ 3 giải Hạng Nhất 2006.

## Các đội bóng

### Sân vận động
| Đội bóng                   | Địa điểm                       | Sân vận động | Sức chứa |
| -------------------------- | ------------------------------ | ------------ | -------- |
| Bình Dương                 | Thủ Dầu Một, Bình Dương        | Bình Dương   |          |
| Pisico Bình Định           | Quy Nhơn, Bình Định            | Quy Nhơn     |          |
| Thép Miền Nam Cảng Sài Gòn | Quận 10, Thành phố Hồ Chí Minh | Thống Nhất   |          |
| Đà Nẵng                    | Hải Châu, Đà Nẵng              | Chi Lăng     |          |
| LG Hà Nội ACB              | Đống Đa, Hà Nội                | Hàng Đẫy     |          |
| Hòa Phát Hà Nội            | Đống Đa, Hà Nội                | Hàng Đẫy     |          |
| Hoàng Anh Gia Lai          | Pleiku, Gia Lai                | Pleiku       |          |
| Misustar Haier Hải Phòng   | Ngô Quyền, Hải Phòng           | Lạch Tray    |          |
| Đồng Tâm Long An           | Tân An, Long An                | Long An      |          |
| Sông Đà Nam Định           | Thành phố Nam Định, Nam Định   | Thiên Trường |          |
| Sông Lam Nghệ An           | Vinh, Nghệ An                  | Vinh         |          |
| Thép Pomina Tiền Giang     | Mỹ Tho, Tiền Giang             | Tiền Giang   |          |
| Khánh Hoà                  | Nha Trang, Khánh Hòa           | Nha Trang    |          |

### Nhân sự, nhà tài trợ và áo đấu
| Đội bóng                   | Huấn luyện viên  | Đội trưởng     | Nhà sản xuất áo đấu | Nhà tài trợ chính (trên áo đấu) |
| -------------------------- | ---------------- | -------------- | ------------------- | ------------------------------- |
| Bình Dương                 | Đoàn Minh Xương  |                |                     | Unif                            |
| Bình Định                  | Dương Ngọc Hùng  |                |                     | PISICO                          |
| Thép Miền Nam Cảng Sài Gòn | Đặng Trần Chỉnh  |                |                     |                                 |
| Đà Nẵng                    | Trần Vũ          |                |                     | COSEVCO                         |
| LG Hà Nội ACB              | Hoàng Văn Phúc   |                |                     | LG Tribeco                      |
| Hòa Phát Hà Nội            | Vương Tiến Dũng  | Phạm Như Thuần |                     |                                 |
| Hoàng Anh Gia Lai          | Arjhan Somgamsak |                |                     | Rosso                           |
| Misustar Hải Phòng         | Nguyễn Văn Dũng  |                |                     | Dafuco                          |
| Đồng Tâm Long An           | Henrique Calisto | Phan Văn Giàu  |                     |                                 |
| Sông Đà Nam Định           | Bùi Hữu Nam      |                |                     | Mikado                          |
| Sông Lam Nghệ An           | Hà Thìn          |                |                     |                                 |
| Tiền Giang                 | Vũ Trường Giang  |                |                     |                                 |
| Khánh Hoà                  | Nguyễn Ngọc Hảo  |                |                     |                                 |

### Đổi tên
| Tên cũ                  | Tên mới                  | Ngày thay đổi        | Ghi chú |
| ----------------------- | ------------------------ | -------------------- | ------- |
| Misustar Hải Phòng      | Misustar Haier Hải Phòng |                      |         |
| Tiền Giang              | Thép Pomina Tiền Giang   | 28 tháng 12 năm 2005 | [ 3 ]   |
| Sông Đà Nam Định        | Gạch men Mikado Nam Định | 1 tháng 1 năm 2006   | [ 3 ]   |
| Hoa Lâm Kymco Bình Định | Pisico Bình Định         | 9 tháng 1 năm 2006   | [ 4 ]   |
| LG Hà Nội ACB           | ACB Hà Nội               | 26 tháng 4 năm 2006  |         |

### Thay đổi huấn luyện viên
| Đội bóng          | Huấn luyện viên đi | Hình thức | Ngày rời đi      | Vị trí xếp hạng | Huấn luyện viên đến | Ngày đến |
| ----------------- | ------------------ | --------- | ---------------- | --------------- | ------------------- | -------- |
| Bình Dương        | Đoàn Minh Xương    | Từ chức   | 21 tháng 2, 2006 | Thứ 13          | Lê Thụy Hải         |          |
| Hoàng Anh Gia Lai | Arjhan Somgamsak   | Từ chức   | 27 tháng 2, 2006 |                 | Kiatisuk Senamuang  |          |
| Tiền Giang        | Vũ Trường Giang    | Sa thải   | 8 tháng 5, 2006  |                 | Nguyễn Kim Hằng     |          |
| Hải Phòng         | Nguyễn Văn Dũng    | Từ chức   | 3 tháng 8, 2006  |                 | Phạm Văn Hùng       |          |

### Cầu thủ nước ngoài
Mỗi đội được đăng ký 5 cầu thủ nước ngoài, nhưng chỉ được sử dụng tối đa 3 cầu thủ nước ngoài cùng lúc trên sân. 
| Câu lạc bộ                 | Cầu thủ 1            | Cầu thủ 2                | Cầu thủ 3            | Cầu thủ 4                   | Cầu thủ 5                    | Cầu thủ cũ                                                           |
| -------------------------- | -------------------- | ------------------------ | -------------------- | --------------------------- | ---------------------------- | -------------------------------------------------------------------- |
| Bình Dương                 | Umaru Rahman         | Toledo                   | Amaobi               | Shamo Abbey                 | Kubheka Philani              | Sam Kawalya                                                          |
| Boss Bình Định             | Nirut Surasiang      | Aniekan Ekpe Okon        | Sarayoot Chaikamdee  | Ejife Smart Ozotite         | Robson Lino                  | Issawa Singthong Alfred Emuejeraye                                   |
| Thép Miền Nam Cảng Sài Gòn | Elenildo De Jesus    | Yang Hyun-jung           | Helio Da Silva Assis | Joao Paulo Da Silva Neto    | Niweat Siriwong              | Claudio Gomes Zhao Shuang                                            |
| Đà Nẵng                    | Luis Carlos Da Silva | Samuel Ayorinde          | Almeida              | Nuro Amiro                  | Christopher Ikechukwu Udensi | Rogerio M. Pereira Massaquoi Lamin Hendry                            |
| LG Hà Nội ACB              | Shafiwu Seidu Ninche | Mauricio Luis Giganti    | Charles Mbabazi      | Hassan Sesay Koeman         | Mustapha Sama                |                                                                      |
| Hòa Phát Hà Nội            | Jucelio Da Silva     | Antonio Fernando Padilha | Theophilus Esele     | Willians de Oliveira Santos | Francisco Dos Santos         | Andre Baracho Wagner Oliveira                                        |
| Hoàng Anh Gia Lai          | Sakda Joemdee        | Kiatisak Senamuang       | Dusit Chalermsan     | Kesley Alves                | Tawan Sripan                 |                                                                      |
| Misustar Hải Phòng         | Nsengiyumva Julien   | Abdala Nduwimana         | Tostao Kwashi        | Hussein Nzeyimana           | Ndunduma                     | Christopher Ikechukwu Udensi Onyango Francis                         |
| Đồng Tâm Long An           | Seidu Shafiwu        | Carlos Rodrigues         | Issifu Seidu         | Antonio Carlos              | Fabio Santos                 | Bruno De Souza Robson Lino                                           |
| Sông Đà Nam Định           | Ekaphan Inthasen     | Gayrat Odilov            | Bernard Achaw        | Makram Kridene              | Maurice Sunguti              | Balhassan Bin Mohedeen Preecha Chaokla                               |
| Sông Lam Nghệ An           | Wagner Oliveira      | Gatera Alphonse          | Sanyasantos          | Andre Baracho               | Valdnei Dos Santos           | Achinike Abednego                                                    |
| Tiền Giang                 | Marcelo Da Silva     | Eder Ferreira            | Martins Trindade     | Panuwat Tangannurat         | Givaldo de Abreu             | Francisco Rodrinues Rubio Kriangsak Praphakornwanitchak Vimon Jancam |
| Khánh Hoà                  | Jonathan Quartey     | Mustapha Essuman         | Felix Ahmed Aboagye  | Issfu Anssah                | Nouhoum Moutawakiloy         | Batsios Foster King                                                  |

## Bảng xếp hạng
| VT | Đội                              | ST | T  | H | B  | BT | BB | HS  | Đ  | Giành quyền tham dự hoặc xuống hạng |
| -- | -------------------------------- | -- | -- | - | -- | -- | -- | --- | -- | ----------------------------------- |
| 1  | Gạch Đồng Tâm Long An (C)        | 24 | 12 | 4 | 8  | 38 | 32 | +6  | 40 | Vòng bảng AFC Champions League 2007 |
| 2  | Bình Dương                       | 24 | 11 | 6 | 7  | 33 | 25 | +8  | 39 |                                     |
| 3  | Bình Định                        | 24 | 9  | 9 | 6  | 32 | 22 | +10 | 36 |                                     |
| 4  | Hoàng Anh Gia Lai                | 24 | 10 | 6 | 8  | 24 | 21 | +3  | 36 |                                     |
| 5  | Sông Lam Nghệ An                 | 24 | 9  | 9 | 6  | 27 | 27 | 0   | 36 |                                     |
| 6  | Khatoco Khánh Hoà                | 24 | 10 | 5 | 9  | 30 | 25 | +5  | 35 |                                     |
| 7  | Đà Nẵng                          | 24 | 9  | 7 | 8  | 32 | 27 | +5  | 34 |                                     |
| 8  | ACB Hà Nội                       | 24 | 9  | 6 | 9  | 28 | 31 | −3  | 33 |                                     |
| 9  | Nam Định                         | 24 | 9  | 5 | 10 | 22 | 28 | −6  | 32 |                                     |
| 10 | Thép Miền Nam - Cảng Sài Gòn     | 24 | 7  | 8 | 9  | 35 | 38 | −3  | 29 |                                     |
| 11 | Hòa Phát Hà Nội (Q)              | 24 | 7  | 6 | 11 | 30 | 41 | −11 | 27 | Vòng bảng AFC Cup 2007              |
| 12 | Mitsustar Haier Hải Phòng (R, L) | 24 | 5  | 9 | 10 | 31 | 36 | −5  | 24 | Tham dự trận play-off               |
| 13 | Thép Pomina Tiền Giang (R)       | 24 | 5  | 8 | 11 | 17 | 26 | −9  | 23 | Xuống hạng đến Giải hạng Nhất 2007  |

1. 1 2 3  Điểm đối đầu: Bình Định 8, Hoàng Anh Gia Lai 4, Sông Lam Nghệ An 4. Hiệu số bàn thắng thua đối đầu: Hoàng Anh Gia Lai +1, Sông Lam Nghệ An -5.
2. ↑  Ở giai đoạn 1, đội ACB Hà Nội mang tên LG Hà Nội ACB.
3. ↑  Hòa Phát Hà Nội giành quyền tham dự AFC Cup 2007 với tư cách là đội vô địch Cúp Quốc gia 2006.

## Truyền hình
Các trận đấu của Eurowindow V-League 2006 được lựa chọn và tường thuật trực tiếp trên VTV3, VCTV, HTV, BTV và một số đài truyền hình địa phương khác. Ngoài ra, Truyền hình kỹ thuật số VTC cũng trực tiếp một trận mỗi vòng kể từ lượt về.

## Lịch thi đấu và kết quả
| Lượt đi         | Lượt đi      | Lượt đi | Trận                  | Trận | Trận                  | Lượt về | Lượt về      | Lượt về         |
| --------------- | ------------ | ------- | --------------------- | ---- | --------------------- | ------- | ------------ | --------------- |
| Ngày            | Sân          | Tỷ số   | Đội                   |      | Đội                   | Tỷ số   | Sân          | Ngày            |
| 15 tháng 1 2006 | Chi Lăng     | 1-0     | Đà Nẵng               | -    | Hoàng Anh Gia Lai     | 2-3     | Pleiku       | 29 tháng 4 2006 |
| 15 tháng 1 2006 | Lạch Tray    | 3-1     | Hải Phòng             | -    | Gạch Đồng Tâm Long An | 1-2     | Long An      | 30 tháng 4 2006 |
| 15 tháng 1 2006 | Hàng Đẫy     | 2-2     | Hòa Phát Hà Nội       | -    | LG.HN.ACB             | 1-2     | Hàng Đẫy     | 30 tháng 4 2006 |
| 15 tháng 1 2006 | Quy Nhơn     | 1-0     | Bình Định             | -    | Khánh Hoà             | 3-3     | Nha Trang    | 30 tháng 4 2006 |
| 15 tháng 1 2006 | Thiên Trường | 0-1     | Nam Định              | -    | Bình Dương            | 0-2     | Gò Đậu       | 30 tháng 4 2006 |
| 15 tháng 1 2006 | Mỹ Tho       | 0-0     | Tiền Giang            | -    | Sông Lam Nghệ An      | 0-1     | Vinh         | 30 tháng 4 2006 |
| 18 tháng 1 2006 | Hàng Đẫy     | 0-0     | Hòa Phát Hà Nội       | -    | Bình Định             | 3-1     | Quy Nhơn     | 7 tháng 5 2006  |
| 18 tháng 1 2006 | Gò Đậu       | 0-0     | Bình Dương            | -    | TMN.CSG               | 4-2     | Thống Nhất   | 7 tháng 5 2006  |
| 18 tháng 1 2006 | Nha Trang    | 1-0     | Khánh Hoà             | -    | Tiền Giang            | 2-0     | Tiền Giang   | 7 tháng 5 2006  |
| 18 tháng 1 2006 | Chi Lăng     | 1-2     | Đà Nẵng               | -    | Nam Định              | 0-0     | Thiên Trường | 7 tháng 5 2006  |
| 18 tháng 1 2006 | Long An      | 0-0     | Gạch Đồng Tâm Long An | -    | Sông Lam Nghệ An      | 2-0     | Vinh         | 7 tháng 5 2006  |
| 18 tháng 1 2006 | Pleiku       | 2-0     | Hoàng Anh Gia Lai     | -    | Hải Phòng             | 1-0     | Lạch Tray    | 7 tháng 5 2006  |
| 22 tháng 1 2006 | Thống Nhất   | 1-4     | TMN.CSG               | -    | Đà Nẵng               | 1-1     | Chi Lăng     | 13 tháng 5 2006 |
| 22 tháng 1 2006 | Nha Trang    | 1-0     | Khánh Hoà             | -    | Gạch Đồng Tâm Long An | 1-3     | Long An      | 13 tháng 5 2006 |
| 22 tháng 1 2006 | Hàng Đẫy     | 0-0     | LG.HN.ACB             | -    | Bình Định             | 1-4     | Quy Nhơn     | 14 tháng 5 2006 |
| 22 tháng 1 2006 | Mỹ Tho       | 2-1     | Tiền Giang            | -    | Hòa Phát Hà Nội       | 2-2     | Hàng Đẫy     | 14 tháng 5 2006 |
| 22 tháng 1 2006 | Thiên Trường | 1-1     | Nam Định              | -    | Hải Phòng             | 1-0     | Lạch Tray    | 14 tháng 5 2006 |
| 22 tháng 1 2006 | Vinh         | 1-0     | Sông Lam Nghệ An      | -    | Hoàng Anh Gia Lai     | 0-3     | Pleiku       | 14 tháng 5 2006 |
| 5 tháng 2 2006  | Hàng Đẫy     | 2-0     | LG.HN.ACB             | -    | Bình Dương            | 1-3     | Gò Đậu       | C               |
| 5 tháng 2 2006  | Quy Nhơn     | 1-0     | Bình Định             | -    | Tiền Giang            | 0-1     | Tiền Giang   | C               |
| 5 tháng 2 2006  | Long An      | 1-1     | Gạch Đồng Tâm Long An | -    | Hòa Phát Hà Nội       | 5-2     | Hàng Đẫy     | C               |
| 5 tháng 2 2006  | Lạch Tray    | 1-3     | Hải Phòng             | -    | TMN.CSG               | 3-1     | Thống Nhất   | C               |
| 5 tháng 2 2006  | Pleiku       | 1-1     | Hoàng Anh Gia Lai     | -    | Khánh Hoà             | 0-3     | Nha Trang    | C               |
| 5 tháng 2 2006  | Vinh         | 1-1     | Sông Lam Nghệ An      | -    | Nam Định              | 0-2     | Thiên Trường | C               |
| 12 tháng 2 2006 | Mỹ Tho       | 1-0     | Tiền Giang            | -    | LG.HN.ACB             | 1-2     | Hàng Đẫy     | 28 tháng 5 2006 |
| 12 tháng 2 2006 | Chi Lăng     | 2-1     | Đà Nẵng               | -    | Bình Dương            | 0-2     | Gò Đậu       | 28 tháng 5 2006 |
| 12 tháng 2 2006 | Long An      | 0-0     | Gạch Đồng Tâm Long An | -    | Bình Định             | 1-3     | Quy Nhơn     | 28 tháng 5 2006 |
| 12 tháng 2 2006 | Hàng Đẫy     | 2-1     | Hòa Phát Hà Nội       | -    | Hoàng Anh Gia Lai     | 0-1     | Pleiku       | 28 tháng 5 2006 |
| 12 tháng 2 2006 | Thống Nhất   | 2-1     | TMN.CSG               | -    | Sông Lam Nghệ An      | 1-1     | Vinh         | 28 tháng 5 2006 |
| 12 tháng 2 2006 | Nha Trang    | 1-1     | Khánh Hoà             | -    | Nam Định              | 0-1     | Thiên Trường | 28 tháng 5 2006 |
| 19 tháng 2 2006 | Hàng Đẫy     | 1-0     | LG.HN.ACB             | -    | Đà Nẵng               | 0-1     | Chi Lăng     | 4 tháng 6 2006  |
| 19 tháng 2 2006 | Mỹ Tho       | 0-1     | Tiền Giang            | -    | Gạch Đồng Tâm Long An | 0-3     | Long An      | 4 tháng 6 2006  |
| 19 tháng 2 2006 | Gò Đậu       | 2-3     | Bình Dương            | -    | Hải Phòng             | 1-1     | Lạch Tray    | 4 tháng 6 2006  |
| 19 tháng 2 2006 | Quy Nhơn     | 1-0     | Bình Định             | -    | Hoàng Anh Gia Lai     | 1-1     | Pleiku       | 4 tháng 6 2006  |
| 19 tháng 2 2006 | Thiên Trường | 0-1     | Nam Định              | -    | Hòa Phát Hà Nội       | 0-1     | Hàng Đẫy     | 4 tháng 6 2006  |
| 19 tháng 2 2006 | Thống Nhất   | 0-0     | TMN.CSG               | -    | Khánh Hoà             | 2-0     | Nha Trang    | 4 tháng 6 2006  |
| 26 tháng 2 2006 | Long An      | 0-1     | Gạch Đồng Tâm Long An | -    | LG.HN.ACB             | 3-1     | Hàng Đẫy     | 19 tháng 7 2006 |
| 26 tháng 2 2006 | Lạch Tray    | 2-2     | Hải Phòng             | -    | Đà Nẵng               | 2-2     | Chi Lăng     | 19 tháng 7 2006 |
| 26 tháng 2 2006 | Pleiku       | 0-0     | Hoàng Anh Gia Lai     | -    | Tiền Giang            | 0-2     | Mỹ Tho       | 19 tháng 7 2006 |
| 26 tháng 2 2006 | Vinh         | 2-1     | Sông Lam Nghệ An      | -    | Bình Dương            | 0-0     | Gò Đậu       | 19 tháng 7 2006 |
| 26 tháng 2 2006 | Thiên Trường | 1-0     | Nam Định              | -    | Bình Định             | 1-4     | Quy Nhơn     | 19 tháng 7 2006 |
| 26 tháng 2 2006 | Hàng Đẫy     | 4-3     | Hòa Phát Hà Nội       | -    | TMN.CSG               | 0-2     | Thống Nhất   | 19 tháng 7 2006 |
| 3 tháng 3 2006  | Pleiku       | 3-0     | Hoàng Anh Gia Lai     | -    | Gạch Đồng Tâm Long An | 1-0     | Long An      | 23 tháng 7 2006 |
| 4 tháng 3 2006  | Chi Lăng     | 1-1     | Đà Nẵng               | -    | Sông Lam Nghệ An      | 1-2     | Vinh         | 23 tháng 7 2006 |
| 5 tháng 3 2006  | Hàng Đẫy     | 1-1     | LG.HN.ACB             | -    | Hải Phòng             | 1-1     | Lạch Tray    | 23 tháng 7 2006 |
| 5 tháng 3 2006  | Mỹ Tho       | 1-2     | Tiền Giang            | -    | Nam Định              | 0-0     | Thiên Trường | 23 tháng 7 2006 |
| 5 tháng 3 2006  | Nha Trang    | 0-1     | Khánh Hoà             | -    | Bình Dương            | 0-1     | Gò Đậu       | 23 tháng 7 2006 |
| 5 tháng 3 2006  | Quy Nhơn     | 1-1     | Bình Định             | -    | TMN.CSG               | 1-1     | Thống Nhất   | 23 tháng 7 2006 |
| 12 tháng 3 2006 | Hàng Đẫy     | 1-1     | LG.HN.ACB             | -    | Hoàng Anh Gia Lai     | 2-3     | Pleiku       | 30 tháng 7 2006 |
| 12 tháng 3 2006 | Lạch Tray    | 0-0     | Hải Phòng             | -    | Sông Lam Nghệ An      | 1-2     | Vinh         | 30 tháng 7 2006 |
| 12 tháng 3 2006 | Long An      | 3-0     | Gạch Đồng Tâm Long An | -    | Nam Định              | 2-1     | Thiên Trường | 30 tháng 7 2006 |
| 12 tháng 3 2006 | Chi Lăng     | 2-1     | Đà Nẵng               | -    | Khánh Hoà             | 0-2     | Nha Trang    | 30 tháng 7 2006 |
| 12 tháng 3 2006 | Thống Nhất   | 1-0     | TMN.CSG               | -    | Tiền Giang            | 1-1     | Mỹ Tho       | 30 tháng 7 2006 |
| 12 tháng 3 2006 | Gò Đậu       | 3-0     | Bình Dương            | -    | Hòa Phát Hà Nội       | 0-1     | Hàng Đẫy     | 30 tháng 7 2006 |
| 18 tháng 3 2006 | Long An      | 4-3     | Gạch Đồng Tâm Long An | -    | TMN.CSG               | 1-2     | Thống Nhất   | 3 tháng 8 2006  |
| 18 tháng 3 2006 | Hàng Đẫy     | 1-2     | Hòa Phát Hà Nội       | -    | Đà Nẵng               | 0-0     | Chi Lăng     | 3 tháng 8 2006  |
| 19 tháng 3 2006 | Vinh         | 2-1     | Sông Lam Nghệ An      | -    | LG.HN.ACB             | 3-0     | Hàng Đẫy     | 3 tháng 8 2006  |
| 19 tháng 3 2006 | Thiên Trường | 2-0     | Nam Định              | -    | Hoàng Anh Gia Lai     | 0-1     | Pleiku       | 3 tháng 8 2006  |
| 19 tháng 3 2006 | Nha Trang    | 3-1     | Khánh Hoà             | -    | Hải Phòng             | 3-1     | Lạch Tray    | 3 tháng 8 2006  |
| 19 tháng 3 2006 | Gò Đậu       | 0-3     | Bình Dương            | -    | Bình Định             | 1-0     | Quy Nhơn     | 3 tháng 8 2006  |
| 26 tháng 3 2006 | Hàng Đẫy     | 1-2     | LG.HN.ACB             | -    | Nam Định              | 1-0     | Thiên Trường | 6 tháng 8 2006  |
| 26 tháng 3 2006 | Nha Trang    | 3-1     | Khánh Hoà             | -    | Sông Lam Nghệ An      | 1-3     | Vinh         | 6 tháng 8 2006  |
| 26 tháng 3 2006 | Pleiku       | 1-0     | Hoàng Anh Gia Lai     | -    | TMN.CSG               | 0-0     | Thống Nhất   | 6 tháng 8 2006  |
| 26 tháng 3 2006 | Lạch Tray    | 5-1     | Hải Phòng             | -    | Hòa Phát Hà Nội       | 1-3     | Hàng Đẫy     | 6 tháng 8 2006  |
| 26 tháng 3 2006 | Quy Nhơn     | 0-0     | Bình Định             | -    | Đà Nẵng               | 1-3     | Chi Lăng     | 6 tháng 8 2006  |
| 26 tháng 3 2006 | Mỹ Tho       | 3-3     | Tiền Giang            | -    | Bình Dương            | 0-2     | Gò Đậu       | 6 tháng 8 2006  |
| 2 tháng 4 2006  | Hàng Đẫy     | 1-0     | LG.HN.ACB             | -    | Khánh Hoà             | 0-0     | Nha Trang    | 13 tháng 8 2006 |
| 2 tháng 4 2006  | Thống Nhất   | 4-1     | TMN.CSG               | -    | Nam Định              | 2-3     | Thiên Trường | 13 tháng 8 2006 |
| 2 tháng 4 2006  | Vinh         | 1-1     | Sông Lam Nghệ An      | -    | Hòa Phát Hà Nội       | 3-1     | Hàng Đẫy     | 13 tháng 8 2006 |
| 2 tháng 4 2006  | Lạch Tray    | 2-1     | Hải Phòng             | -    | Bình Định             | 0-1     | Quy Nhơn     | 13 tháng 8 2006 |
| 2 tháng 4 2006  | Long An      | 2-2     | Gạch Đồng Tâm Long An | -    | Bình Dương            | 2-1     | Gò Đậu       | 13 tháng 8 2006 |
| 2 tháng 4 2006  | Chi Lăng     | 2-0     | Đà Nẵng               | -    | Tiền Giang            | 0-2     | Mỹ Tho       | 13 tháng 8 2006 |
| 8 tháng 4 2006  | Chi Lăng     | 4-0     | Đà Nẵng               | -    | Gạch Đồng Tâm Long An | 1-2     | Long An      | 20 tháng 8 2006 |
| 9 tháng 4 2006  | Thống Nhất   | 0-2     | TMN.CSG               | -    | LG.HN.ACB             | 2-4     | Hàng Đẫy     | 20 tháng 8 2006 |
| 9 tháng 4 2006  | Hàng Đẫy     | 0-1     | Hòa Phát Hà Nội       | -    | Khánh Hoà             | 2-3     | Nha Trang    | 20 tháng 8 2006 |
| 9 tháng 4 2006  | Quy Nhơn     | 3-0     | Bình Định             | -    | Sông Lam Nghệ An      | 2-2     | Vinh         | 20 tháng 8 2006 |
| 9 tháng 4 2006  | Gò Đậu       | 0-0     | Bình Dương            | -    | Hoàng Anh Gia Lai     | 2-1     | Pleiku       | 20 tháng 8 2006 |
| 9 tháng 4 2006  | Mỹ Tho       | 1-1     | Tiền Giang            | -    | Hải Phòng             | 0-0     | Lạch Tray    | 20 tháng 8 2006 |

## Đấu play-off
Trận đấu play-off diễn ra giữa đội xếp thứ 12 giải chuyên nghiệp và đội xếp thứ 3 giải hạng nhất. 
| Huda Huế                                                                                         | 1–1 (s.h.p.) | Mitsustar Haier Hải Phòng                                                                      |
| ------------------------------------------------------------------------------------------------ | ------------ | ---------------------------------------------------------------------------------------------- |
| Marcelo Barbieri 21'                                                                             | Chi tiết     | Julien Nsengiyumva 35'                                                                         |
| Loạt sút luân lưu                                                                                |              |                                                                                                |
| - Lê Độ Thắng - Marcelo Barbieri - Nguyễn Đức Quý - Nguyễn Ngọc Thanh Tuấn - Nguyễn Ngọc Tuấn Tú | 4–3          | - Đặng Văn Thành - Abdala Nduwimana - Nguyễn Ngọc Thanh - Mai Ngọc Quang - Nguyễn Trường Giang |

## Tổng số khán giả

### Theo vòng đấu
| Vòng đấu  | Tổng cộng | Trung bình |
| --------- | --------- | ---------- |
| Vòng 1    | 41.000    | 6.833      |
| Vòng 2    | 35.500    | 5.917      |
| Vòng 3    | 27.500    | 4.583      |
| Vòng 4    | 35.000    | 5.833      |
| Vòng 5    | 48.000    | 8.000      |
| Vòng 6    | 42.500    | 7.083      |
| Vòng 7    | 38.000    | 6.333      |
| Vòng 8    | 47.000    | 7.833      |
| Vòng 9    | 44.000    | 7.333      |
| Vòng 10   | 38.000    | 6.333      |
| Vòng 11   | 42.500    | 7.083      |
| Vòng 12   | 40.000    | 6.666      |
| Vòng 13   | 52.000    | 8.666      |
| Vòng 14   | 33.000    | 5.500      |
| Vòng 15   | 39.000    | 6.500      |
| Vòng 16   | 36.000    | 6.000      |
| Vòng 17   | 42.000    | 7.000      |
| Vòng 18   | 47.000    | 7.833      |
| Vòng 19   | 40.500    | 6.750      |
| Vòng 20   | 29.300    | 4.833      |
| Vòng 21   | 31.000    | 5.167      |
| Vòng 22   | 27.500    | 4.583      |
| Vòng 23   | 30.000    | 5.000      |
| Vòng 24   | 33.700    | 5.616      |
| Vòng 25   | 42.000    | 7.000      |
| Vòng 26   | 44.500    | 7.417      |
| Tổng cộng | 1.006.500 | 6.452      |

### Theo câu lạc bộ
| Câu lạc bộ                 | Tổng cộng | Cao nhất | Thấp nhất | Trung bình |
| -------------------------- | --------- | -------- | --------- | ---------- |
| Pisico Bình Định           | 106.000   | 12.000   | 6.000     | 8.154      |
| Bình Dương                 | 132.000   | 18.000   | 6.000     | 10.154     |
| Đà Nẵng                    | 111.500   | 20.000   | 5.000     | 8.577      |
| Hoàng Anh Gia Lai          | 84.000    | 13.000   | 4.000     | 6.461      |
| Khánh Hoà                  | 91.000    | 12.000   | 3.000     | 7.000      |
| Mitsustar Haier Hải Phòng  | 77.500    | 8.000    | 2.000     | 5.961      |
| Sông Lam Nghệ An           | 82.500    | 20.000   | 2.000     | 6.346      |
| Hà Nội ACB                 | 30.300    | 8.000    | 300       | 2.330      |
| Thép Miền Nam Cảng Sài Gòn | 53.000    | 7.000    | 2.000     | 4.077      |
| Hòa Phát Hà Nội            | 43.700    | 7.000    | 500       | 3.361      |
| Gạch Đồng Tâm Long An      | 56.500    | 7.000    | 0         | 4.346      |
| Thép Pomina Tiền Giang     | 69.500    | 10.000   | 4.000     | 5.346      |
| Gạch men Mikado Nam Định   | 69.000    | 8.000    | 2.000     | 5.307      |
| Tổng cộng                  | 1.006.500 | 20.000   | 0         | 6.452      |

### Số khán giả cao nhất
| Xếp hạng | Đội nhà                | Tỷ số | Đội khách             | Số khán giả | Ngày                | Sân vận động          |
| -------- | ---------------------- | ----- | --------------------- | ----------- | ------------------- | --------------------- |
| 1        | Đà Nẵng                | 2–1   | Bình Dương            | 20.000      | 12 tháng 2 năm 2006 | Sân vận động Chi Lăng |
| 1        | Pjico Sông Lam Nghệ An | 2–2   | Pisico Bình Định      | 20.000      | 20 tháng 8 năm 2006 | Sân vận động Vinh     |
| 3        | Bình Dương             | 2–0   | Đà Nẵng               | 18.000      | 28 tháng 5 năm 2006 | Sân vận động Gò Đậu   |
| 3        | Bình Dương             | 1–2   | Gạch Đồng Tâm Long An | 18.000      | 13 tháng 8 năm 2006 | Sân vận động Gò Đậu   |
| 5        | Bình Dương             | 0–0   | Hoàng Anh Gia Lai     | 16.000      | 9 tháng 4 năm 2006  | Sân vận động Gò Đậu   |

## Các giải thưởng

### Giải thưởng tháng
Do chậm trễ trong việc tìm kiếm nhà tài trợ nên bắt đầu từ tháng 4 mới có các giải thưởng hằng tháng dành cho đội bóng, cầu thủ, HLV xuất sắc nhất và bàn thắng đẹp nhất. Danh hiệu Bàn thắng đẹp nhất được xác định dựa trên kết quả bình chọn của khán giả qua tin nhắn điện thoại đến hệ thống VTC Mobile. Tất cả giải thưởng đến từ nhà tài trợ VTC.
| Tháng       | CLB xuất sắc nhất tháng | Cầu thủ xuất sắc nhất tháng                | HLV xuất sắc nhất tháng                      | Bàn thắng đẹp nhất tháng                        |
| ----------- | ----------------------- | ------------------------------------------ | -------------------------------------------- | ----------------------------------------------- |
| Tháng 4     | Hà Nội ACB              | Phạm Việt Cường (Hà Nội ACB)               | Hoàng Văn Phúc (Hà Nội ACB)                  | Antonio Rodrigues (Gạch Đồng Tâm Long An)       |
| Tháng 5     | Bình Dương              | Nguyễn Minh Phương (Gạch Đồng Tâm Long An) | Lê Thuỵ Hải (Bình Dương)                     | Phùng Văn Nhiên (Gạch men Mikado Nam Định)      |
| Tháng 6 & 7 | Gạch Đồng Tâm Long An   | Lê Công Vinh (Pjico Sông Lam Nghệ An)      | Đặng Trần Chỉnh (Thép Miền Nam Cảng Sài Gòn) | Elennildo De Jesus (Thép Miền Nam Cảng Sài Gòn) |
| Tháng 8     | Pjico Sông Lam Nghệ An  | Lê Công Vinh (Pjico Sông Lam Nghệ An)      | Nguyễn Quang Hải (Pjico Sông Lam Nghệ An)    | Nguyễn Huy Hoàng (Pjico Sông Lam Nghệ An)       |

### Giải thưởng chung cuộc
- Vô địch: Gạch Đồng Tâm Long An
- Vua phá lưới: Elenildo De Jesus (Brasil, TMN.CSG) – 18 bàn
- Cầu thủ xuất sắc nhất: Lê Công Vinh (Sông Lam Nghệ An)
- Huấn luyện viên xuất sắc nhất: Huỳnh Ngọc San và Henrique Calisto (Gạch Đồng Tâm Long An)
- Thủ môn xuất sắc nhất:
- Cầu thủ trẻ U-23 xuất sắc nhất:
- Giải phong cách: Khatoco Khánh Hòa
- Đội hình tiêu biểu:

| HLV trưởng: Henrique Calisto         | HLV trưởng: Henrique Calisto                   | HLV trưởng: Henrique Calisto                   | HLV trưởng: Henrique Calisto            |
| ------------------------------------ | ---------------------------------------------- | ---------------------------------------------- | --------------------------------------- |
| Fabio Santos (Gạch Đồng Tâm Long An) |                                                |                                                |                                         |
| Văn Nhiên (Gạch men Mikado Nam Định) | Huy Hoàng (Pjico Sông Lam Nghệ An)             | Nirut (Pisico Bình Định)                       | Minh Trung (Thép Miền Nam Cảng Sài Gòn) |
| Minh Phương (Gạch Đồng Tâm Long An)  | Abbey (Bình Dương)                             | Abbey (Bình Dương)                             | Tài Em (Gạch Đồng Tâm Long An)          |
| Công Vinh (Pjico Sông Lam Nghệ An)   | Elenildo de Jesus (Thép Miền Nam Cảng Sài Gòn) | Elenildo de Jesus (Thép Miền Nam Cảng Sài Gòn) | Antonio Carlos (Gạch Đồng Tâm Long An)  |

| Giải bóng đá vô địch quốc gia 2006 Nhà vô địch |
| ---------------------------------------------- |
| Gạch Đồng Tâm Long An Lần thứ hai              |